# Hygge!
Hygge! je dánský hraný film z roku 2023, který režíroval Dagur Kári  podle italského filmu Naprostí cizinci z roku 2016. Snímek měl premiéru dne 26. října 2023.

## Děj
Sedm přátel se schází na večeři v idylickém letním domě. Bude to příjemný večer se spoustou zábavy. Během konverzace u stolu hostitelka večera nabídne, aby si zahráli hru: mobilní zařízení všech se položí uprostřed stolu a všechny zprávy, e-maily a konverzace všech budou zveřejněny ostatním. Hra postupně nabírá ostřejší a temnější obrátky, jak se začínají odhalovat tajemství a intriky všech přítomných.

## Obsazení
| Sofie Torp            | Helene  |
| Joachim Fjelstrup     | Peter   |
| Jesper Groth          | Nikolaj |
| Andrea Heick Gadeberg | Laura   |
| Olivia Joof Lewerissa | Erica   |
| Nicolai Jørgensen     | Ib      |
| Thue Ersted Rasmussen | Fabian  |